# میشل اسپینلی
میشل اسپینلی (انگلیسی: Mitchell Spinelli) یک کارگردان پورنوگرافی اهل ایالات متحده آمریکا است. 